# Isochaetides columbiensis
Isochaetides columbiensis är en ringmaskart som beskrevs av Brinkhurst och Diaz 1985. Isochaetides columbiensis ingår i släktet Isochaetides och familjen glattmaskar. Inga underarter finns listade i Catalogue of Life.